# Touroulet
Der Touroulet ist ein kleiner Fluss in Frankreich, der im Département Dordogne in der Region Nouvelle-Aquitaine verläuft. Er entspringt unter dem Namen Ruisseau de la Pouyade beim Weiler Coderc, im Gemeindegebiet von La Coquille, entwässert generell in südwestlicher Richtung durch den Regionalen Naturpark Périgord-Limousin und mündet nach rund 17 Kilometern an der Gemeindegrenze von Saint-Jory-de-Chalais und Thiviers als linker Nebenfluss in die Côle.
Der Touroulet verläuft weitgehend parallel zur Bahnstrecke Limoges-Bénédictins–Périgueux.

## Orte am Fluss
(Reihenfolge in Fließrichtung)
- La Coquille
- La Haute Pouyade, Gemeinde Chalais
- Chalais
- Saint-Jory-de-Chalais
- Pierrefiche, Gemeinde Thiviers
- La Croix, Gemeinde Saint-Jory-de-Chalais